# 金煙雨
金煙雨（韓語：김연우；1971年7月22日—），本名金學哲，是韩国著名歌手，同時亦是多位藝人的歌唱老師及首爾綜合藝術學校的教授。

## 演藝生涯
在完成空军军乐队兵役後，在1995年第7屆柳在夏歌謠節中，以歌曲<다가오는 이별>赢得金牌，並以此為契機，正式开始了歌手生涯。 1996年作為主唱參與TOY 2輯，通過歌曲<내가 너의 곁에 잠시 살았다는 걸>获得了認知度。及後發行了个人第一张专辑《你身邊只有我》，在2004年推出第二张专辑《恋人》，2006年推出三輯《錯過了愛情》，2011年四輯《MR. BIG》。 
金煙雨也是眾多歌手的声乐训练老师。2010年起開始擔任首爾綜合藝術學校應用音樂科的全职教授。 
2011年出演了MBC的《我是歌手》并演唱了自己的歌曲同時亦是TOY的代表歌曲〈Still Beautiful〉、金健模的〈미련〉，以及金章勳的〈나와 같다면〉。排名分别为第6名，第6名和第4名。及后，被歌手金慶皓邀请，在第八場競演的第一轮中，合唱匹诺曹的〈爱情与友谊之间〉，獲得第二名。在澳洲墨尔本公演中，演唱了已故歌手金賢植的〈我的爱在我身边〉并獲得第一名。 
2012年，出演MBC的《我是歌手2》，并演唱了自己的歌曲〈내가 너의 곁에 잠시 살았다는 걸〉。 后来亦演唱了李文世的〈가로수 그늘 아래 서면〉， 李銀河的〈미소를 띄우며 나를 보낸 그 모습처럼〉， 李治賢和他的朋友〈당신만이〉， 金興國的〈鳳蝶〉， Eric Carmen的〈All by myself〉，已故歌手金光硕的〈雖然愛過〉，李笛的〈Rain〉，金民雨的〈사랑일뿐야〉，曹承佑的〈現在這瞬間〉，已故歌手柳在夏的<你在我怀里>，趙正赫的〈中毒的愛〉， 李承哲的〈最後的演唱會〉，張惠珍的〈1994년 어느 늦은 밤〉。 最后，他演唱了南珍的〈你不要改变〉後荣誉毕业。 
2013年9月27日，他加入了歌手尹鍾信的公司Mystic 娛樂 。 
2015年3月6日，受到歌手Yangpa的邀请，出演MBC《我是歌手3》，参加了第三回合第一轮，一超演唱〈하늘을 달리다〉，並獲得第一名。 
5月17日MBC《神秘音樂秀：蒙面歌王》在第7集第1回合以「生化房克萊奧比特拉」身份對上以「暴風疾怒獨角獸」出演的裴多海，合唱經典詢樂劇主題曲<歌剧魅影>，並以一票之差勝出。第二回合比赛中，演唱Noel的〈假如〉其勝出，然后在第三回合演唱了BANK的〈不能拥有的你〉，成为第四代歌王。 第10集中，他演唱了任宰範的〈After the Night〉連任為第五代歌王。第12集，他演唱了Bobby Kim的〈사랑... 그 놈〉，成为第六代歌王。第14集，他演唱了复活的〈越爱你〉并成为第7代歌王。第16集中，他演唱了民謠〈五百年〉，與以「歌曲王彈平」身份出演的李正對決並落敗，終於在10週後揭開本人的身份。 
2016年7月16日，在高尺Sky Dome举行的2016 Thaibank KBO全明星赛期间 ，與来自陆军第三野战军和下属军乐队的120名士兵一起表演国歌。 
2017年2月1日，成为中央选举委员会第19届总统选举的宣傳大使。 

## 學歷
- 2006~2008 韓國中部大學 实用音乐系 主唱專攻学士（學號04）
- 1991~1995 首爾藝術大學 实用音乐系 主唱專攻 專門学士（學號91）
- 1987~1990 城一高等學校

## 音樂作品
- 1輯 《你身邊只有我》1998年3月1日 / 대영에이브이 
  - 收錄歌曲

  1. 你身邊只有我...
  2. 像在电影中
  3. I feel Good! (太好了)
  4. 如果
  5. 谢谢
  6. 간직하고픈 이별
  7. 不知道了
  8. 愿我们的爱到永远
  9. 몽
  10. 你身邊只有我...（MR）
- 2輯 《戀人》 2004年1月6日/ EMI，再次發行 2008年12月11日/ Mnet Media 
  - 收錄歌曲

  1. 再會
  2. 几年前，三清洞街上下了很多雪
  3. 我们第一次见面的那天
  4. 戀人
  5. 8211
  6. 如果爱
  7. 分手的士
  8. 结束
  9. 잘해주지말걸 그랬어
  10. 早上的问候
  11. 이미 넌 고마운 사람
  12. 蓝色圣诞节
  13. 那是爱
- 3輯 《錯過了愛情》 2006年1月13日/满月堂，再次發行2008年12月26日/ Entium 
  - 收錄歌曲

  1. 风，在哪兒吹
  2. 흐려진 편지속엔...
  3. 사랑한다는 흔한 말
  4. 即使没有你
  5. 清洁日
  6. Memoir
  7. 倒不如不认识你
  8. 我大概是不知道爱是什么
  9. 忘不了你的名字
  10. 噢，你是一个美丽的女人
  11. 내가 너의 곁에 잠시 살았다는 걸（Unplugged ver。 ）
- 单曲 《지금 만나러 갑니다》 2008年12月10日/ Danal 
  - 收錄歌曲

  1. 现在去见你（Feat. Tablo）
  2. 爱不愛
  3. 我现在要去见你（Inst。 ）
  4. 我不爱你（Inst。 ）
- 迷你專輯 《情 (EP)》 2010年1月5日 / Loen Entertainment 
  - 收錄歌曲

  1. 让我们再爱一次
  2. 愛情，再見吧
  3. 祝歌
  4. S.O.S
  5. 现在去见你（Feat. Tablo）
- 4輯 《MR. BIG》 2011年11月24日 / Loen Entertainment 
  - 收錄歌曲

  1. 一个愉快的早晨
  2. Hello My Friend
  3. 幸福過...再見
  4. 冬天的爱
  5. 禁断症状
  6. My Darling
  7. 부스러기
  8. 思念
  9. 冬天的爱（小孩ver.）
  10. 幸福過...再見（MR）
- 迷你專輯 《MOVE (EP)》 2014年5月28日 / Loen Entertainment 
  - 收錄歌曲

  1. Call Me (Feat. 칸토 Of 트로이)
  2. 解毒剂
  3. Move (Feat. 朴經 of Block B)
  4. 도레미파솔
  5. I Belong 2 U
- 单曲 《눈물고드름》 2014年11月27日 / Loen Entertainment 
  - 收錄歌曲

  1. 눈물고드름
  2. 눈물고드름（Inst。 ）
- 单曲 《그리운 노래 아리요》 2015年7月20日/ CJ＆M 
  - 收錄歌曲

  1. 그리운 노래 아리요
- 5輯 《我的你》 2018年5月10日 / Genie Music 
  - 收錄歌曲

  1. 反省门（TITLE）
  2. Homesick
  3. 渔場管理 (With 溫流 & 劉寅娜)
  4. 你的SNS
  5. So Sweet
  6. 再次給你
  7. 我的你
  8. Fake (Feat. 박주원)
  9. 界限
  10. 反省门（Inst。 ）

### 其他参與作品
- TOY专辑

| 发行年份 | TOY专辑  | 专辑名称         | 参与歌曲                                                                                   |
| -------- | -------- | ---------------- | ------------------------------------------------------------------------------------------ |
| 1996     | TOY 2輯  | YOUHEEYEOL       | <爱情，執著和中毒>，<내가 너의 곁에 잠시살았다는 걸>，<每次>，<23岁生日>，<初吻>           |
| 1999     | TOY 4輯  | A NIGHT IN SEOUL | 〈仍然美丽〉，〈谎言一般的时间〉                                                           |
| 2001     | TOY 5輯  | FERMATA          | <有一天若我们再见>，<最後一首歌>                                                           |
| 2001     | TOY LIVE | TOY LIVE         | <내가 너의 곁에 잠시살았다는 걸>，<仍然美丽>，<谎言一般的时间>，<每次>，<有一天若我们再见> |
| 2008     | TOY 6輯  | THANK YOU        | <問候>                                                                                     |

- 其他专辑

| 发行年份 | 歌手                                                 | 专辑名称                                              | 参与歌曲                                      |
| -------- | ---------------------------------------------------- | ----------------------------------------------------- | --------------------------------------------- |
| 1995     | 金煙雨                                               | 第7屆柳在夏歌謠節                                     | <다가오는 이별>                               |
| 1998     | 車恩珠 & 金煙雨                                      | 車恩珠 1輯 - The First Breath                         | <내게 기대요>                                 |
| 1999     | 柳喜烈, 金煙雨, 지누, 변재원                         | 柳喜烈熟悉的那家前 - 霜花店                           | <즐거운 편지>                                 |
| 2001     | 金煙雨                                               | Natural 1輯-Natural the 1st                           | <그대만의 나이길>, <그대만의 나이길(Reprise)> |
| 2001     | 金煙雨                                               | Story 2輯 - Story of one side                         | <향기로운 뒷모습>                             |
| 2003     | 金煙雨                                               | 윤건 1輯 - 어쩌다                                     | <褐色頭髮>                                    |
| 2003     | 權振元 & 金煙雨                                      | 權振元 Best 我的歌                                    | <오늘처럼 이렇게>                             |
| 2004     | Epik High                                            | Epik High 2輯 - High Society                          | <My Ghetto>                                   |
| 2004     | 徐永恩 & 金煙雨                                      | 徐永恩 Romatic 1                                      | <離別故事>                                    |
| 2004     | 金煙雨                                               | CHRISTMAS WITH PFULL                                  | <Hey! Drummer Boy>                            |
| 2004     | 金煙雨                                               | 趙章赫 Music of my life                               | <You Believe>                                 |
| 2006     | 金煙雨 & 李素恩                                      | 我們，相愛之時 [數碼單曲]                             | <슬픈사랑의 노래>                             |
| 2006     | 金煙雨 & 車智妍                                      | 우리 이제 어떻게 하나요 [數碼單曲]                    | <When you cry when you smile>                 |
| 2006     | 金煙雨                                               | Mind Bridge                                           | <세상이 그대를 속일지라도>                    |
| 2007     | 徐永恩 & 金煙雨                                      | 徐永恩 Romatic 3                                      | <칵테일 사랑>                                 |
| 2007     | 金煙雨                                               | 노블레스 1輯-Romance-After                            | <그대도 나와 같나요>                          |
| 2009     | Dynamic Duo(Feat. E - Sens For Supreme Team, 金煙雨) | Dynamic Duo Single - Ballad for fallen soul part1     | <L.B.A>                                       |
| 2009     | SHINee溫流 & 金煙雨                                  | SHINee EP - 2009, Year of us                          | <我曾愛過的名字>                              |
| 2009     | 金煙雨                                               | MBC 音樂旅行Lalala Live Vol.6                         | <Open arms>                                   |
| 2009     | 金煙雨                                               | 劉英錫20周年紀念專輯                                  | <눈물나는 날에는>                             |
| 2010     | 金煙雨                                               | 尹鍾信 Monthly 2010 September                         | <後悔王>                                      |
| 2011     | Project Friends(金煙雨, 金亨中, 卞在元)              | Project Friends I’m your friend                       | < I’m your friend>                            |
| 2011     | 金煙雨                                               | 金煙雨 我是歌手[競演3-1]                              | <미련(金健模)>                                |
| 2011     | 金煙雨                                               | MBC 我是歌手[競演3-2]                                 | <나와 같다면(金章勳)>                         |
| 2011     | 金煙雨                                               | Wasabi Sound Happy birthday to you[디지털싱글]        | <Happy birthday to you>                       |
| 2011     | 金慶皓 & 金煙雨                                      | MBC 我是歌手[競演10-1 合唱曲]                         | <爱情与友谊之间(匹诺曹)>                      |
| 2011     | 金煙雨                                               | MBC 我是歌手[澳洲特別競演]                            | <我的爱在我身边(金賢植)>                      |
| 2012     | 金煙雨                                               | Don Spike present vol.3 [數碼單曲]                    | <沒有人氣的歌>                                |
| 2012     | 金煙雨                                               | MBC 我是歌手 2 [5月13日 B組 競演]                     | <가로수 그늘 아래 서면(李文世)>               |
| 2012     | 金煙雨                                               | MBC 我是歌手 2 [5月27日 5月歌手戰]                    | <미소를 띄우며 나를보낸 그 모습 처럼(李銀河)> |
| 2012     | 金煙雨                                               | MBC 我是歌手 2 [6月3日 A組 競演]                      | <당신만이(李治賢和他的朋友)>                  |
| 2012     | 金煙雨                                               | MBC 我是歌手 2 [6月17日 告別歌手戰]                   | <鳳蝶(金興國)>                                |
| 2012     | 金煙雨                                               | MBC 我是歌手 2 [7月8日 B組 競演]                      | <All by Myself(Eric Carmen>                   |
| 2012     | 金煙雨                                               | MBC 我是歌手 2 [7月22日 7月歌手戰]                    | <雖然愛過(金光碩)>                            |
| 2012     | 金煙雨                                               | MBC 我是歌手 2 [8月12日 B組 競演]                     | <Rain(李笛)>                                  |
| 2012     | 金煙雨                                               | MBC 我是歌手 2 [8月26日 告別歌手戰]                   | <사랑일뿐야(feat. 金世晃)(金民雨)>            |
| 2012     | 金煙雨                                               | MBC 我是歌手 2 [9月9日 A組 競演]                      | <現在這瞬間(曹承佑)>                          |
| 2012     | 金煙雨                                               | 我是歌手 2 [9月30日 9月歌手戰]                        | <你在我怀里(柳在夏)>                          |
| 2012     | 金煙雨                                               | MBC 我是歌手 2 [10月7日 A組 競演]                     | <中毒的愛(趙正赫)>                            |
| 2012     | 金煙雨                                               | MBC 我是歌手 2 [10月21日 告別歌手戰]                  | <最後的演唱會(李承哲)>                        |
| 2012     | 金煙雨                                               | MBC 我是歌手 2 [11月4日 Last Survival 11月歌手戰預選] | <1994년 어느 늦은 밤(張惠珍)>                 |
| 2012     | 金煙雨                                               | MBC 我是歌手 2 [11月11日 11月歌手戰]                  | <你不要改变(南珍)>                            |
| 2013     | 金煙雨                                               | 尹鍾信 月刊尹鍾信 <Repair> 2013年 3月號               | <No Schedule>                                 |
| 2013     | 尹鍾信, 金煙雨, 夏林, 曹政治, Muzie, Eddy Kim        | Mystic Holiday 2013                                   | <겨울 하늘 별>                                |
| 2015     | Yangpa & 金煙雨                                      | MBC 我是歌手 3 [競演3-1 合唱]                         | <하늘을 달리다(李笛)>                         |
| 2015     | 生化房克萊奧比特拉(金煙雨) & 暴風疾怒獨角獸(裴多海)  | MBC 蒙面歌王 [第7集 第1回合]                          | <The Phantom of The Opera>                    |
| 2015     | 生化房克萊奧比特拉(金煙雨)                           | MBC 蒙面歌王 [第8集 第2回合]                          | <假如(Noel)>                                  |
| 2015     | 生化房克萊奧比特拉(金煙雨)                           | MBC 蒙面歌王 [第8集 第3回合]                          | <不能拥有的你(BANK)>                          |
| 2015     | 生化房克萊奧比特拉(金煙雨)                           | MBC 蒙面歌王 [第10集]                                 | <After the Night(任宰範)>                     |
| 2015     | 生化房克萊奧比特拉(金煙雨)                           | MBC 蒙面歌王 [第12集]                                 | <사랑... 그 놈(Bobby Kim)>                    |
| 2015     | 生化房克萊奧比特拉(金煙雨)                           | MBC 蒙面歌王 [第14集]                                 | <越爱你(復活)>                                |
| 2015     | 生化房克萊奧比特拉(金煙雨)                           | MBC 蒙面歌王 [第16集]                                 | <五百年>                                      |

- OST

| 发行年份 | 类型 | 作品名稱                                | 参与歌曲                                             |
| -------- | ---- | --------------------------------------- | ---------------------------------------------------- |
| 1996     | 戏剧 | 愛人                                    | <愛人>                                               |
| 1997     | 戏剧 | 当鲑鱼回来时                            | <在你身边>，<美好的回忆>                             |
| 1997     | 戏剧 | 进入风暴                                | <比这个世界更大的你（Rock Ver. ）>                   |
| 1997     | 戏剧 | 欲望之海                                | <모두 다 그대안에 있을 것 같아>                      |
| 2001     | 电影 | 蹦极                                    | <噢，你是一个美丽的女人>                             |
| 2002     | 戏剧 | 流星花園                                | <꽃보다 남자(Ballad Ver.)>, <꽃보다 남자(Rock Ver.)> |
| 2003     | 电影 | 你喜欢春天的熊吗？                      | <害羞的人>                                           |
| 2004     | 戏剧 | 오! 필승 봉순영                         | <헤어지자는 거짓말…>, <Epilogue>                     |
| 2004     | 戏剧 | 爱尔兰                                  | <你的记忆>                                           |
| 2004     | 动画 | 그리스 로마 신화-올림포스 가디언 극장판 | <上帝和英雄的故事>，<每一次呼吸>                     |
| 2004     | 戏剧 | 红豆包                                  | <我们笑的那一天>                                     |
| 2005     | 戏剧 | 我们对离别的态度                        | <遠和近>                                             |
| 2006     | 电影 | 愛將逝                                  | <사랑한다는 흔한 말>                                 |
| 2007     | 戏剧 | 蓝鱼                                    | 我是你                                               |
| 2008     | 戏剧 | 洪吉童                                  | <第一次>                                             |
| 2008     | 戏剧 | 별순검第2季 OST Vol.2                   | <给你>                                               |
| 2010     | 戏剧 | 坏男孩                                  | <有时我會独自哭泣>                                   |
| 2011     | 戏剧 | 對我說謊試試                            | <You're my love>                                     |
| 2011     | 戏剧 | Brain                                   | <更接近>                                             |
| 2013     | 戏剧 | 나인                                    | <그대라서>                                           |
| 2015     | 戏剧 | 製作人                                  | <To Be With You>                                     |

- C.C.M

| 发行年份 | 类型 | 标题                          | 参与歌曲                                                                    |
| -------- | ---- | ----------------------------- | --------------------------------------------------------------------------- |
| 2004     | CCM  | 2輯 - 生命、歌、夢想          | <那个人，那段爱>                                                            |
| 1996     | CCM  | 조환곤 作曲1輯 - 給流浪的朋友 | <給流浪的朋友>，<無法放弃>，<이젠>，<선교지로 향하며>，<누가 주를 따르려나> |

- 廣告音乐：Lotte 口香糖，Lotteria，三星Anycall，现代汽车Grace，Haners Edwin，Dairy Dairy Cafe Latte，三星奥林巴斯
- 其他

因演唱了在新林大学图书馆拍摄的电影《你喜欢春天的熊吗？》的主題曲，再受邀演唱由尹鍾信作曲的新林大学創辦50周年的紀念曲<신라인의 노래 - 꿈 그리고 한 가지>，引起了许多网民的关注。 
2012年演唱了MBC的伦敦奥运会主题曲<그곳에 올라>。在2014年索契冬季奥运会和2014年仁川亚运会上也有播放這一首歌。 
为纪念登錄联合国教科文组织非物质遗产两周年，于2014年12月5日在首尔瑞草区韓國國立國樂院禮樂堂举办的「2014年大韓民國阿里郎祝祭」上，演唱了由歌手夏林和Yang Yang作詞作曲的〈그리운 노래 아리요〉。 
在2016年演唱了SBS PowerFM成立20周年的特别主題曲，于6月20日至7月20日播出。 
是一首以'I'VE GOT THE POWER~'开头的主題曲。 
7月16日，在高尺 ky Dome举行的2016年Thaibank KBO全明星赛中，與来自陆军第三野战军和下属军乐队的120名士兵一起表演国歌。 

## 其他作品

### 電視節目
- 2015年 MBC 《神秘音樂秀：蒙面歌王》
- 2015年 JTBC 《隐藏歌手》 ：冠軍：金煙雨 / 亚军：장우람
- 2016年 Mnet 《Superstar K》- 評判
- 2019年 TVN 《Player》

### 電視剧
- 《Stand By》（2012年，MBC）
- 《時尚媽咪》（2017年，MBC）
- 《和遊記》（2017年，TVN）
- 《加油吧威基基2》（2019年，JTBC）

### 宣傳大使
- 2017年2月1日中央选举管理委员会：第19届总统选举美丽选举 宣傳大使

## 声乐教学经验
- 声乐老師 
  - 受指導的的歌手包括：Big Mama的李永賢， SG Wannabe 李碩薰，Brown Eyed Girls Jea ，林正姬， G.o.d 尹啟相 ， 지영선和장우람 。 [4]
- 教学经验 
  - 1999年 东亚广播大学 视频音乐系 声乐科 兼职教授
  - 2005年 숭실音乐学院(콘서바토리) 應用音乐 讲师
  - 2006年 首尔艺术大学 應用音乐系 兼职教授
  - 2007年 豪願大学 應用音乐系 兼职教授
  - 2010年 首尔綜合艺术大学 應用音乐艺术系 全职教授
  - 2010年 首尔国立艺术大学 應用音乐艺术系 系主任
  - 2012年 首尔国立艺术大学 教學主任

## 外部連結
- 金煙雨 官方Facebook （页面存档备份，存于）
- 金煙雨 官方Instagram
- 金煙雨 官方Fan Cafe
- DC Inside 金煙雨 Gallery （页面存档备份，存于）